# 日向製錬所
株式会社日向製錬所は宮崎県日向市船場町に本社を置くステンレス鋼の原料となるフェロニッケルを製造する会社。住友金属鉱山の子会社。

## 概要
インドネシアやニューカレドニア等から、ニッケル鉱石（ニッケル品位約2 %）を輸入し、石炭を混ぜ乾燥させた上で電気炉の高温で溶かし、フェロニッケルを製造している。出来上がったフェロニッケルは脱硫の上（製品フェロニッケルのNi品位 16 %以上、硫黄分 0.03 %以下）は、ステンレス鋼の原料として毎年約10万トン販売している。精錬時に出たスラグは、人工砂「グリーン・サンド」の名称で、鉄鋼・合金鉄製造の溶剤や肥料の原料、ケーソンに充填する詰め物など港湾土木用材や地盤改良材、コンクリートの骨材として販売している 。なおグリーン・サンドは毎年、サンプルを第三者機関で分析させることで安全性を担保している。

## 沿革
- 1956年3月 現在のイオン日向所在地（日向市日知屋古田町）に「日向製錬所」設立[5]
- 1968年：日向市古田町から日向市船場町へ移転[6] 。

## 事業所
- 本社工場日向市船場町